# Kabushiki kaisha
Kabushiki kaisha (förkortning: K.K. eller KK), även kabushiki gaisha (japanska: 株式会社), är en japansk bolagsform som ungefär motsvarar ett aktiebolag. Företagsformen regleras i japansk lag.

## Användning
Både kabushiki kaisha och rendaku-varianten kabushiki gaisha används. K-stavningen är mycket vanligare i namn på företag och i engelskspråkiga legala texter, medan G-stavningen är den vanligaste i det japanska språket.
I japanskan kan kabushiki gaisha användas både som ett prefix (exempel: (japanska: 株式会社電通?) Kabushiki gaisha Dentsū, en placering som kallas "mae-kabu") eller som ett suffix (exempel: (japanska: トヨタ自動車株式会社?) Toyota Jidōsha Kabushiki gaisha, vilket kallas "ato-kabu"). I skrift förkortas bolagsbeteckningen ofta till (japanska: (株)?), det vill säga det första skrivtecknet ("kabu").
Många japanska bolag översätter frasen  "Kabushiki Kaisha" (KK) som "Co., Ltd.", medan andra använder den mer amerikaniserade översättningen Corporation eller Incorporated. I engelskspråkiga texter refereras dess bolag i regel till som "joint stock companies" (aktiebolag), även de inte är direkta motsvarigheter till varandra. Den japanska regeringen rekommenderade tidigare "business corporation" (ungefär "affärsrörelse") som en officiell översättning, men numera använder de den bokstavliga översättningen "stock company" "aktie-bolag".

## Historik
Den första kabushiki gaisha var Dai-Ichi Kangyo, grundad 1873. Regler runt kabushiki gaisha skrevs 1899 in i den japanska handelslagstiftningen.
Under den amerikanska ockupationen av Japan efter andra världskriget introducerade USA:s ockupationsmyndigheter ändringar i handelslagstiftningen. Ändringarna baserade sig på 1933 års Illinois Business Corporation Act, vilket därefter gav kabushiki gaisha en större likhet med bolag i USA. Sedan dess har japansk och amerikansk bolagslagstiftning återigen glidit isär. Idag gäller exempelvis att ett bolag inte kan köpa tillbaka sina en gång utställda aktier och att man inte kan sätta ett tröskelpris på mindre än 50 000 yen per aktie (sedan 1982). Åren 1991–2005 gällde att man inte kunde driva bolaget med ett eget kapital på mindre än 10 miljoner yen.
29 juni 2005 röstade Japans parlament igenom en ny bolagslagstiftning, vilken började gälla 1 maj 2006. Den nya lagen innebar stora förändringar för hur ett bolag (k.k. och andra bolagsformer) bildas och drivs, och återigen kom japanska bolagslagar närmare deras amerikanska motsvarigheter.

### Källhänvisningar
Den här artikeln är helt eller delvis baserad på material från engelskspråkiga Wikipedia, 10 maj 2014.

### Fotnoter
1. ↑  "kk". NE.se. Läst 17 juli 2014.
2. ↑  Yahoo!国語辞典 Arkiverad 1 augusti 2013 hämtat från the Wayback Machine. (japanska)
3. ↑  "法令用語「日英対訳辞書」まとまる　政府検討委", Asahi Shimbun, 2006-03-18. (resumé)
4. ↑  Standard Bilingual Dictionary of Legal Terminology. (japanska)
5. ↑  Ramseyer, Mark, and Minoru Nakazato, Japanese Law: An Economic Approach (Chicago: University of Chicago Press, 1999), s. 111. (engelska)
6. ↑  Ramseyer, op. cit., s. 123. (engelska)
7. ↑  Professor Shosaku Masai (2 februari 2009). ”Review of 2005 Companies Act: Recent discussions” (på engelska). Waseda University Institute of Comparative Law. Arkiverad från originalet den 22 september 2021. https://web.archive.org/web/20210922211548/http://www.waseda.jp/hiken/en/jalaw_inf/topics/005masai.html. Läst 17 juli 2014.
8. ↑  Japanese Law Translation. Japaneselawtranslation.co.jp. Läst 17 juli 2014. (engelska)